# Saison 2017-2018 du Rugby club toulonnais
Cette page présente la saison 2017-2018 du Rugby club toulonnais en Top 14 et en coupe d'Europe.

## Entraîneurs
- Fabien Galthié : Manager
- Fabrice Landreau : Entraîneur des avants
- Manny Edmonds : Entraîneur des arrières
- Marc Dal Maso : Entraîneur de la mêlée
- Tom Whitford : Manager assistant de l'équipe

## Effectif 2017-2018
| Nom                         | Poste                  | Naissance         | Nationalité sportive | International | Dernier club           | Arrivée au club (année) |
| --------------------------- | ---------------------- | ----------------- | -------------------- | ------------- | ---------------------- | ----------------------- |
| Xavier Chiocci              | Pilier                 | 13 février 1990   | France               |               | Formé au club          | 2001                    |
| Levan Chilachava            | Pilier                 | 17 août 1991      | Géorgie              |               | Formé au club          | 2011                    |
| Florian Fresia              | Pilier                 | 17 janvier 1992   | France               | -             | Formé au club          | 2012                    |
| Thomas Vernet               | Pilier                 | 14 juillet 1994   | France               |               | Formé au club          | 2015                    |
| Laurent Delboulbès          | Pilier                 | 17 novembre 1986  | France               |               | US Oyonnax             | 2016                    |
| Marcel van der Merwe        | Pilier                 | 24 octobre 1990   | Afrique du Sud       |               | Bulls                  | 2016                    |
| Emerick Setiano             | Pilier                 | 19 août 1996      | France               |               | Formé au club          | 2016                    |
| Jean-Baptiste Gros          | Pilier                 | 29 mai 1999       | France               |               | Formé au club          | 2017                    |
| Guilhem Guirado             | Talonneur              | 17 juin 1986      | France               |               | USA Perpignan          | 2014                    |
| Anthony Étrillard           | Talonneur              | 21 mars 1993      | France               | -             | Aviron bayonnais       | 2015                    |
| Bastien Soury               | Talonneur              | 18 mars 1995      | France               |               | Formé au club          | 2015                    |
| Badri Alkhazashvili         | Talonneur              | 31 juillet 1995   | Géorgie              |               | Formé au club          | 2016                    |
| Jocelino Suta               | Deuxième ligne         | 18 novembre 1982  | France               |               | Stade montois          | 2008                    |
| Romain Taofifénua           | Deuxième ligne         | 14 septembre 1990 | France               |               | USA Perpignan          | 2014                    |
| Juandré Kruger              | Deuxième ligne         | 6 septembre 1985  | Afrique du Sud       |               | Racing 92              | 2016                    |
| Corentin Vernet             | Deuxième ligne         | 27 septembre 1996 | France               |               | Formé au club          | 2017                    |
| Juan Martín Fernández Lobbe | Troisième ligne        | 19 novembre 1981  | Argentine            |               | Sale Sharks            | 2009                    |
| Mamuka Gorgodze             | Troisième ligne        | 14 octobre 1984   | Géorgie              |               | Montpellier HR         | 2014                    |
| Charles Ollivon             | Troisième ligne        | 11 mai 1993       | France               |               | Aviron bayonnais       | 2015                    |
| Samu Manoa                  | Troisième ligne centre | 5 mars 1985       | États-Unis           |               | Northampton Saints     | 2015                    |
| Duane Vermeulen             | Troisième ligne        | 3 juillet 1986    | Afrique du Sud       |               | Stormers               | 2015                    |
| Swan Rebbadj                | Troisième ligne        | 15 janvier 1995   | France               |               | Formé au club          | 2016                    |
| Facundo Isa                 | Troisième ligne        | 21 septembre 1993 | Argentine            |               | Lyon OU                | 2017                    |
| Rudy Gahetau                | Troisième ligne        | 8 avril 1996      | France               | -             | Formé au club          | 2017                    |
| Jean Monribot               | Troisième ligne        | 11 octobre 1987   | France               | -             | Aviron bayonnais       | 2017                    |
| Raphaël Lakafia             | Troisième ligne        | 28 octobre 1988   | France               |               | Stade français         | 2017                    |
| Sébastien Tillous-Borde     | Demi de mêlée          | 29 avril 1985     | France               |               | Castres olympique      | 2011                    |
| Éric Escande                | Demi de mêlée          | 18 novembre 1992  | France               | -             | Montpellier HR         | 2014                    |
| Anthony Méric               | Demi de mêlée          | 15 février 1995   | France               | -             | Formé au club          | 2015                    |
| Alby Mathewson              | Demi de mêlée          | 13 décembre 1985  | Nouvelle-Zélande     |               | Bristol Rugby          | 2017                    |
| Anthony Belleau             | Demi d'ouverture       | 8 avril 1996      | France               | -             | Formé au club          | 2015                    |
| François Trinh-Duc          | Demi d'ouverture       | 11 novembre 1986  | France               | -             | Montpellier HR         | 2016                    |
| Louis Carbonel              | Demi d'ouverture       | 4 février 1999    | France               | -             | RC Canton Garde Pradet | 2017                    |
| Jonathan Wisniewski         | Demi d'ouverture       | 16 juillet 1985   | France               |               | FC Grenoble            | 2017                    |
| Luke McAlister              | Demi d'ouverture       | 28 mars 1983      | Nouvelle-Zélande     |               | Stade toulousain       | 2017                    |
| Mathieu Bastareaud          | Centre                 | 17 septembre 1988 | France               |               | Stade français         | 2011                    |
| Ma'a Nonu                   | Centre                 | 21 mai 1982       | Nouvelle-Zélande     |               | Hurricanes             | 2015                    |
| Malakai Fekitoa             | Centre                 | 10 mai 1992       | Nouvelle-Zélande     |               | Highlanders            | 2017                    |
| Jon-Paul Roger Pietersen    | Centre                 | 12 juillet 1986   | Afrique du Sud       |               | Leicester Tigers       | 2017                    |
| Semi Radradra               | Centre                 | 13 juillet 1992   | Fidji                | à XIII        | Parramatta Eels        | 2017                    |
| Bryan Habana                | Ailier                 | 12 juin 1983      | Afrique du Sud       |               | Stormers               | 2013                    |
| Josua Tuisova               | Ailier                 | 17 avril 1994     | Fidji                | -             | Formé au club          | 2013                    |
| Vincent Clerc               | Ailier                 | 7 mai 1981        | France               |               | Stade toulousain       | 2016                    |
| Eneriko Buliruarua          | Ailier                 | 23 janvier 1997   | Fidji                | -             | Marist (en)            | 2016                    |
| Chris Ashton                | Ailier                 | 29 mars 1987      | Angleterre           |               | Saracens               | 2017                    |
| Kelegh Faousy Moutome       | Ailier                 | 29 mars 1987      | France               | à 7           | à 7                    | 2017                    |
| Edoardo Padovani            | Ailier                 | 15 mai 1993       | Italie               |               | Zebre                  | 2017                    |
| Jonah Placid (en)           | Arrière                | 15 mai 1995       | Australie            |               | Melbourne Rebels       | 2017                    |
| Hugo Bonneval               | Arrière                | 19 novembre 1990  | France               |               | Stade français         | 2017                    |

## Calendrier et résultats

### Matchs amicaux
- Pumas Development - RC Toulon  :  45-24
- Pumas Development - RC Toulon  :  29-36
- RC Toulon - ASM Clermont :  29-26
- Lyon OU - RC Toulon :  14-17

### Top 14
| - RC Toulon - Section paloise : 41-14 - ASM Clermont - RC Toulon : 21-16 - RC Toulon - Stade toulousain : 20-16 - Montpellier HR - RC Toulon : 43-20 - Stade français - RC Toulon : 15-19 - RC Toulon - Stade rochelais : 26-20 - Union Bordeaux-Bègles - RC Toulon : 30-27 - RC Toulon - CA Brive : 41-24 - SU Agen - RC Toulon : 26-24 - RC Toulon - Racing 92 : 29-40 - Castres Olympique - RC Toulon : 20-19 - RC Toulon - Lyon OU : 39-11 - RC Toulon - US Oyonnax : 49-25 | - Section paloise - RC Toulon : 38-26 - RC Toulon - ASM Clermont : 49-0 - Stade toulousain - RC Toulon : 18-13 - RC Toulon - Montpellier HR : 32-17 - RC Toulon - Stade français : 43-5 - Stade rochelais - RC Toulon : 20-27 - RC Toulon - Union Bordeaux-Bègles : 36-12 - CA Brive - RC Toulon : 13-12 - RC Toulon - SU Agen : 54-5 - Racing 92 - RC Toulon : 17-13 - RC Toulon - Castres Olympique : 59-13 - Lyon OU - RC Toulon : 15-6 - US Oyonnax - RC Toulon : 29-26 |

| Rang | Club                  | J  | V  | N | D  | Bo | Bd | Pm  | Pe  | Diff | Pts |
| ---- | --------------------- | -- | -- | - | -- | -- | -- | --- | --- | ---- | --- |
| 1    | Montpellier HR        | 26 | 17 | 0 | 9  | 12 | 1  | 752 | 559 | +193 | 81  |
| 2    | Racing 92             | 26 | 18 | 0 | 8  | 5  | 3  | 622 | 478 | +144 | 80  |
| 3    | Stade toulousain      | 26 | 16 | 1 | 9  | 4  | 4  | 719 | 595 | +124 | 74  |
| 4    | RC Toulon             | 26 | 14 | 0 | 12 | 9  | 8  | 766 | 507 | +259 | 73  |
| 5    | Lyon OU               | 26 | 15 | 0 | 11 | 7  | 3  | 689 | 541 | +148 | 70  |
| 6    | Castres olympique     | 26 | 15 | 0 | 11 | 4  | 5  | 638 | 624 | +14  | 69  |
| 7    | Stade rochelais       | 26 | 14 | 1 | 11 | 6  | 3  | 686 | 531 | +155 | 67  |
| 8    | Section paloise       | 26 | 15 | 0 | 11 | 2  | 4  | 590 | 584 | +6   | 66  |
| 9    | ASM Clermont (T)      | 26 | 11 | 1 | 14 | 4  | 4  | 629 | 687 | -58  | 54  |
| 10   | Union Bordeaux Bègles | 26 | 10 | 1 | 15 | 2  | 4  | 557 | 623 | -66  | 48  |
| 11   | SU Agen (P)           | 26 | 10 | 0 | 16 | 2  | 4  | 537 | 757 | -220 | 46  |
| 12   | Stade français Paris  | 26 | 9  | 0 | 17 | 2  | 4  | 540 | 740 | -200 | 42  |
| 13   | Oyonnax Rugby (P)     | 26 | 7  | 3 | 16 | 1  | 4  | 566 | 824 | -258 | 39  |
| 14   | CA Brive              | 26 | 7  | 1 | 18 | 1  | 5  | 485 | 726 | -241 | 36  |

### Phases finales

#### Barrages
Opposé au Lyon OU, qui a terminé 5e de la phase régulière, et est éliminé par le Lyon OU en match de barrage.
| Vendredi 18 mai 2018 21 h 00 | RC Toulon | 19 - 19 a. p. (3 - 6) | Lyon OU | Stade Mayol, Toulon Arbitre : Mathieu Raynal |
| Vendredi 18 mai 2018 21 h 00 | Essai(s) : 1 Ashton (56e) Transformation(s) : 1 Beleau (56e) Pénalité(s) : 4 Belleau (37e, 49e), Trinh-Duc (69e, 82e) Carton(s) rouge(s) : 1 Nonu (87e) |                       | Essai(s) : 2 Arnold (64e), Cretin (69e) Pénalité(s) : 3 Harris (23e, 32e, 93e) Carton(s) jaune(s) : 1 Puricelli (36e) | Stade Mayol, Toulon Arbitre : Mathieu Raynal |
| Vendredi 18 mai 2018 21 h 00 | |                       | | Stade Mayol, Toulon Arbitre : Mathieu Raynal |

### Coupe d'Europe
Dans la Coupe d'Europe, le RC Toulon fait partie de la poule 5 et est opposé aux Anglais du Bath Rugby, aux Gallois des Llanelli Scarlets et aux Italiens du Benetton Trévise.
| - RC Toulon - Llanelli Scarlets : 21-20 - Benetton Trévise - RC Toulon : 29-30 - RC Toulon - Bath Rugby : 24-20 | - Bath Rugby - RC Toulon : 26-21 - RC Toulon - Benetton Trévise : 36-0 - Llanelli Scarlets - RC Toulon : 30-27 |

Avec 4 victoires et 2 défaite, le RC Toulon termine 2e de la poule 5 et est qualifié pour les quarts de finale.
| Rang | Équipe            | J | V | N | D | Em | Ee | Bo | Bd | Pm  | Pe  | Diff | Pts |
| ---- | ----------------- | - | - | - | - | -- | -- | -- | -- | --- | --- | ---- | --- |
| 1    | Llanelli Scarlets | 6 | 4 | 0 | 2 | 19 | 12 | 3  | 2  | 162 | 123 | +39  | 21  |
| 2    | RC Toulon         | 6 | 4 | 0 | 2 | 16 | 12 | 1  | 2  | 159 | 125 | +34  | 19  |
| 3    | Bath Rugby        | 6 | 4 | 0 | 2 | 16 | 14 | 1  | 1  | 151 | 121 | +30  | 18  |
| 4    | Benetton Trévise  | 6 | 0 | 0 | 6 | 12 | 25 | 2  | 2  | 97  | 200 | -103 | 4   |

#### Phases finales
Quarts de finale
- Munster -  RC Toulon :  20-19

## Statistiques

### Championnat de France
Meilleurs réalisateurs
| Rang | Joueur                   | Poste            | Points | Essais | Transf. | Pén. | Drops |
| ---- | ------------------------ | ---------------- | ------ | ------ | ------- | ---- | ----- |
| 1    | Anthony Belleau          | Demi d'ouverture | 180    | 1      | 37      | 32   | 1     |
| 2    | François Trinh-Duc       | Demi d'ouverture | 88     | 0      | 17      | 18   | 0     |
| 3    | Josua Tuisova            | Ailier           | 50     | 10     | 0       | 0    | 0     |
| 4    | Malakai Fekitoa          | Centre           | 35     | 7      | 0       | 0    | 0     |
| 5    | Facundo Isa              | Troisième ligne  | 25     | 5      | 0       | 0    | 0     |
| 5    | Jon-Paul Roger Pietersen | Centre           | 25     | 5      | 0       | 0    | 0     |

Meilleurs marqueurs
| Rang | Joueur                   | Poste           | Essais |
| ---- | ------------------------ | --------------- | ------ |
| 1    | Josua Tuisova            | Ailier          | 10     |
| 2    | Malakai Fekitoa          | Centre          | 7      |
| 3    | Facundo Isa              | Troisième ligne | 5      |
| 3    | Jon-Paul Roger Pietersen | Centre          | 5      |
| 5    | Mathieu Bastareaud       | Centre          | 4      |